# Stronsay
Stronsay (gaelsky Stronsaigh, staronorsky Strjónsey) se svou rozlohou 32,75 km² je v pořadí sedmý největší ze sedmi desítek ostrovů v Orknejském souostroví. Z administrativního hlediska je ostrov v rámci Spojeného království součástí skotské správní oblasti Orkneje.

## Geografie
Stronsay leží v jihovýchodní části nejsevernější skupiny Orknejských ostrovů. Na severovýchodě je nejblíž menší ostrov Papa Stronsay s novodobým klášterem, založeným na přelomu 20. a 21. století mnichy, vyznávajícími katolický tradicionalismus. 

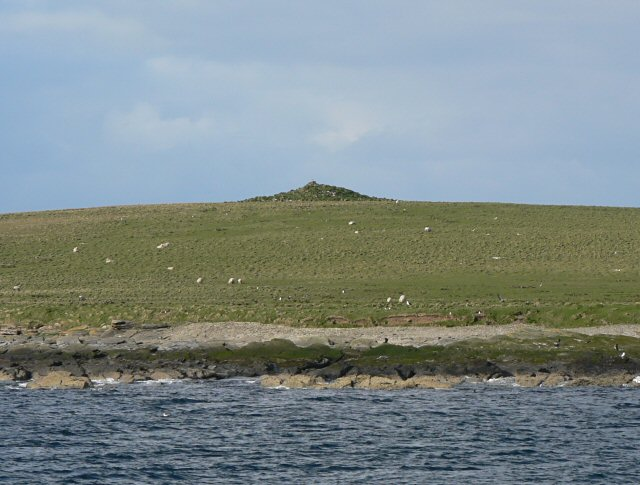
Pohled přes Spurnesský průliv na ostrůvek Holm of Huip s mohylou

Stronsay je obklopen několika menšími neobydlenými ostrovy, jako je Linga Holm, Holm of Huip a Holms of Spurness. Z větších ostrovů je nejblíž na jihozápadě Shapinsay, na severozápadě Eday a na severu Sanday.
Ostrov Stronsay je protažený ve směru severozápad-jihovýchod v délce zhruba 11,5 km. Pobřeží je značně členité. Ve vnitrozemí je několik sladkovodních jezer, z nichž největší Meikle Water leží v centrální části ostrova. Největšími mořskými zátokami jsou St Catherine’s Bay a Bay of Holland na západě a Mill Bay na východě. Stronsayská ptačí rezervace v oblasti útesů Lamb Ness a Lamb Head je z celoevropského hlediska významným místem pro pozorování migrujících ptačích druhů.

### Geologie
Stronsay je tvořen převážně horninou, zvanou Old Red Sandstone (v překladu doslova starý červený pískovec), což je specifická sedimentární hornina devonského stáří, typická pro Orkneje, severní pobřeží Skotska a jih Shetland. Nejpozoruhodnějším geomorfologickým útvarem je Vat of Kirsbister, největší skalní brána v Orknejském souostroví. V této oblasti na východním pobřeží zátoky Odiness Bay je mnoho dalších skalních útvarů, jeskyní a útesů, jako například Tam’s Castle, na jehož vrcholové plošině byla kdysi poustevna.

### Obyvatelstvo
Stronsay patří mezi obydlené ostrovy, podle sčítání zde v roce 2011 žilo 349 obyvatel. Základem zdejší ekonomiky je farmářství a rybolov, pozornost je věnována i podpoře turismu. Největším sídlem je přístav Whitehall na severovýchodě v zátoce naproti ostrovu Papa Stronsay. 

## Historie
V roce 2007 vědci z Orkney College v Kirkwallu našli na Stronsay dva pazourkové hroty šípů, které byly následně datovány do období pozdního paleolitu či raného mezolitu před deseti až dvanácti tisíci let. Na neobydleném ostrůvku Holm of Huip při severním pobřeží Stronsay se nachází mohyla s neolitickým komorovým hrobem.
V 18. a 19. století nebylo základem zdejší ekonomiky farmaření, nýbrž těžba kelpu a produkce kelpového popela, kterou zahájil v roce 1727 James Fea z Whitehallu. Důležité místo měl i lov sleďů. Těmito činnostmi se na Stronsay a jeho okolí zabývalo v 18. a 19. století až 5000 lidí. V dobách od 19. až do poloviny 20. století populace na ostrově přesahovala 1000 obyvatel, nejvyšší počet, 1275, byl zaznamenán v roce 1891.

## Stronsay Beast
Dne 15. září 1808 byly po bouři na pobřeží Stronsay nalezeny pozůstatky obřího živočicha, později známého jako Stronsay Beast (Stronsayské monstrum). 

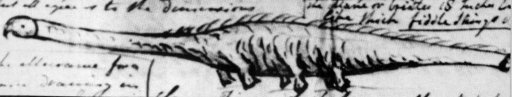
Kresba Stronsay Beast z r. 1808

Nalezené tělo záhadného tvora bylo dlouhé 16,8 metru, ovšem nebylo kompletní, neboť část ocasních partií zjevně chyběla. Místní tesař spolu se dvěma farmáři tělo změřili, v nejširší části bylo 1,2 m široké a jeho obvod byl zhruba 10 stop, tj. cca 3,1 metru. Spekulovalo se, že by mohlo jít o zvláštního mořského hada, ovšem na spodní části těla neznámého tvora byly tři páry výčnělků, podobných končetinám nebo ploutvím, porostlým štětinami. Také na hřbetě živočicha byla jakási hříva ze štětin. 
Neznámý tvor byl později pojmenován jako Halsydrus pontoppidani (Pontoppidanův mořský had) na počest dánsko-norského luteránského biskupa a historika Erika Pontoppidana z 18. století, který se zabýval popisem mořských hadů.

## Galerie

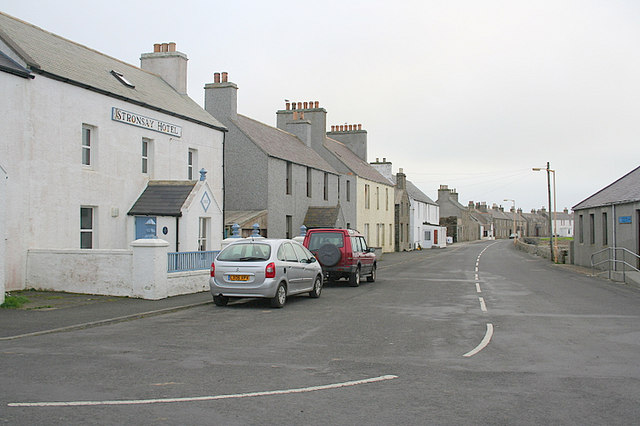
Místní hotel na hlavní ulici ve Whitehallu
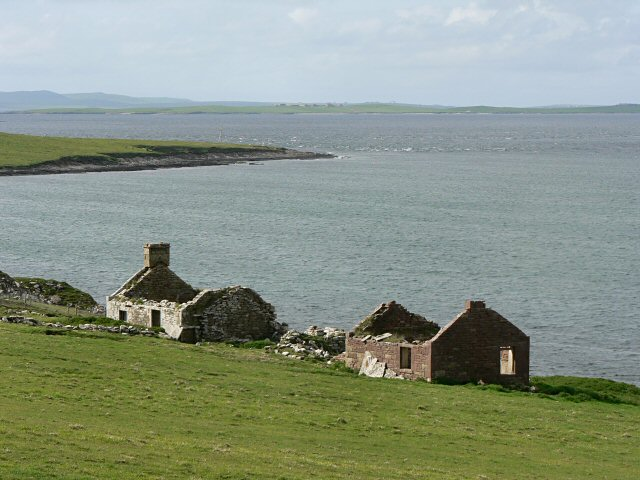
Opuštěné domy, vlevo na obzoru Fitty Hill na ostrově Westray
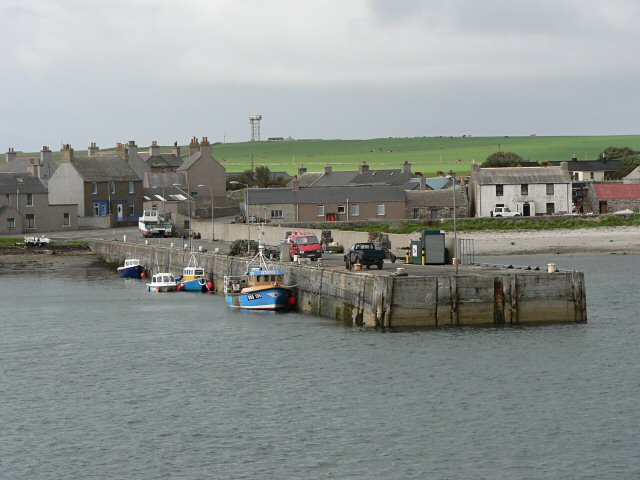
Přístavní molo ve Whitehallu
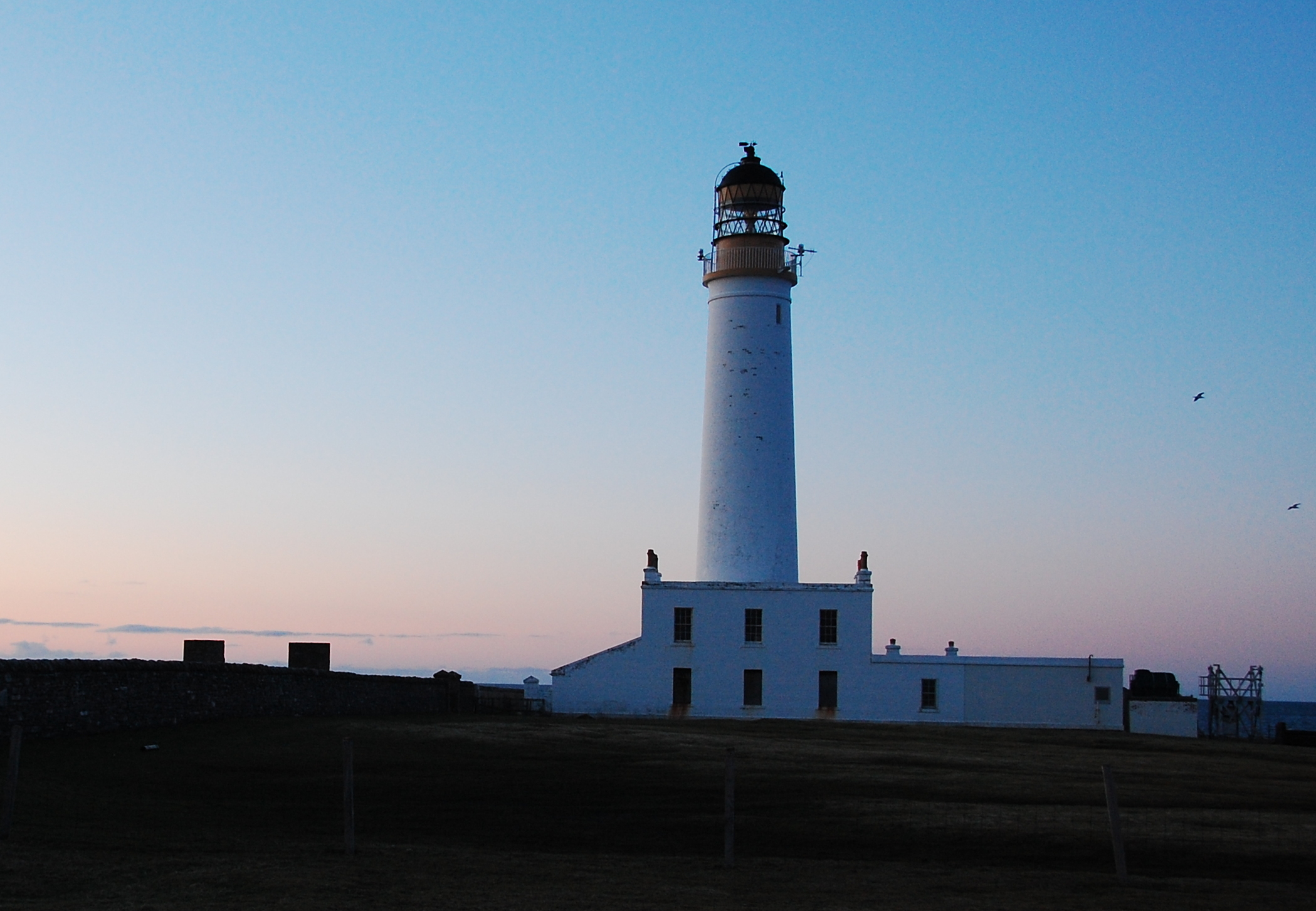
Auskerry Lighthouse jižně od Stronsay
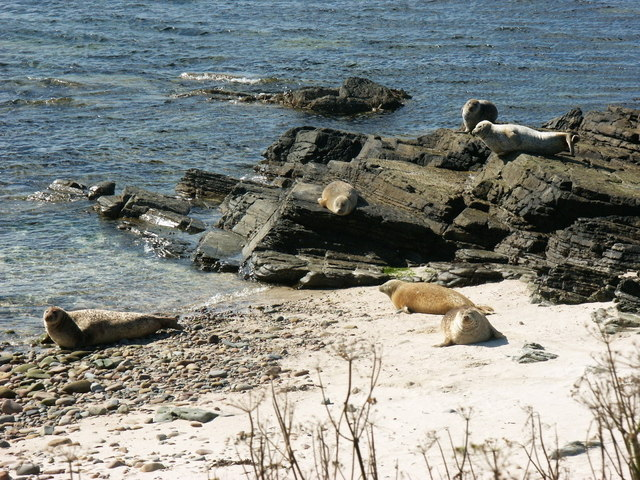
Tuleni v zátoce Bay of Holland na jihu ostrova
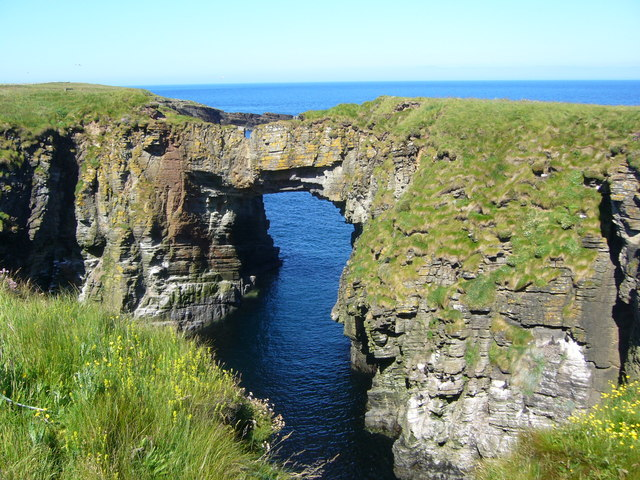
Skalní brána Vat of Kirbister v zátoce Odin Bay na jihovýchodě